# Memnonia (cuadrángulo)

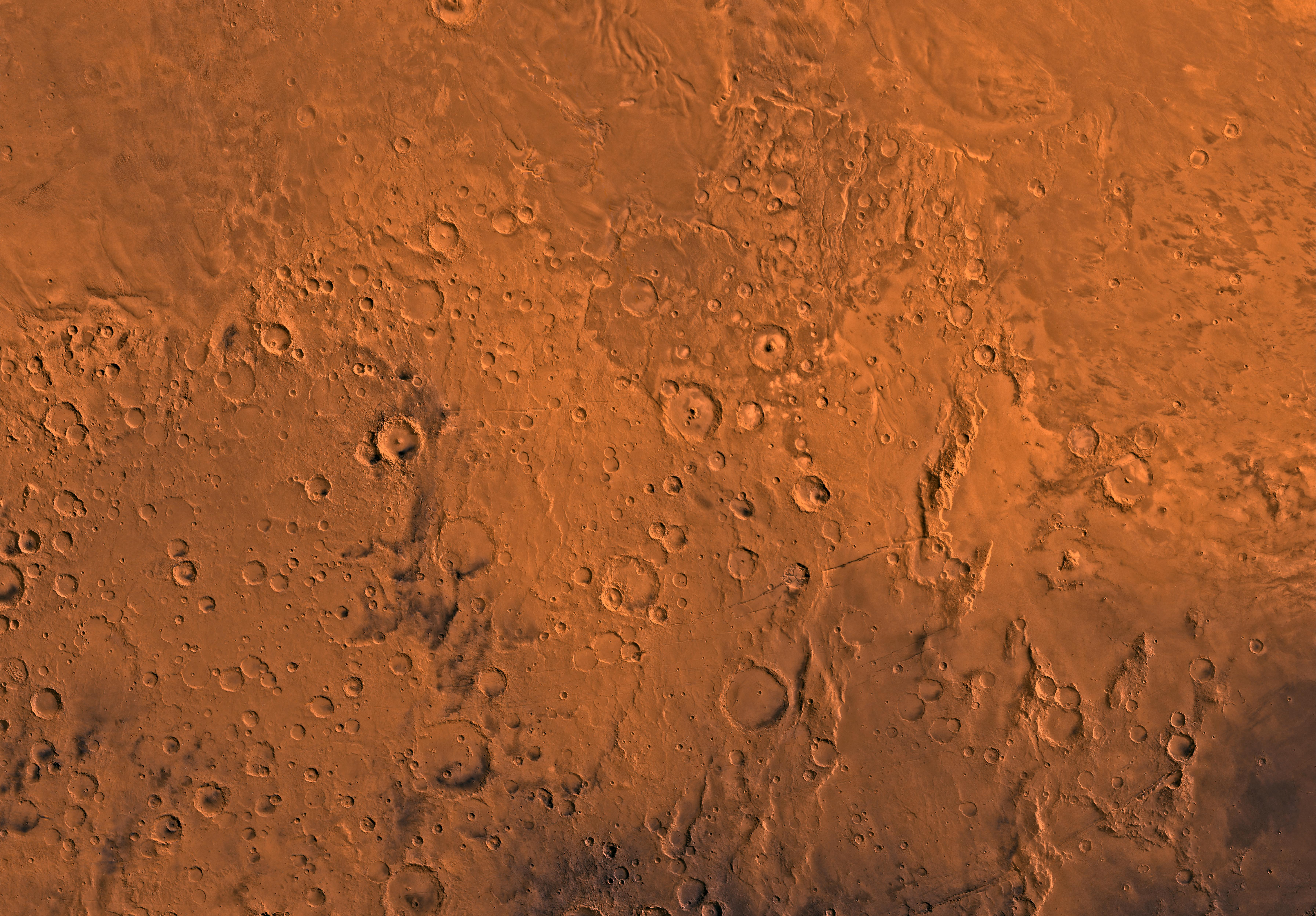
Imagen del Cuadrángulo de Memnonia (MC-16). El sur incluye tierras altas llenas de cráteres atravesadas, en la parte noreste, por Mangala Valles. El norte contiene depósitos ondulantes erosionados por el viento y el este contiene flujos de lava de la región de Tharsis.

El cuadrángulo conocido como Memnonia es uno de los 30 mapas cuadrangulares utilizados por el Programa de Investigación de Astrogeología del Servicio Geológico de los Estados Unidos (USGS). Se ubica en la superficie marciana que cubre el área comprendida entre las latitudes -35° y 35°, y las lontigudes 210° y 150°. Mangala Valles se encuentra localizado en las regiones montañosas de Memnonia. La parte occidental de Memnonia es una región occidental altamente escarpada, que exhibe un gran rango de degradación de los cráteres.
Memnonia incluye las siguientes regiones topográficas notables de Marte (listadas de norte a sur):
- Arcadia Planitia
- Amazonis Planitia
- Lucus Planum
- Terra Sirenum
- Terra Cimmeria